# Affrontement de Habersbirk
Insurrection allemande des Sudètes
L'affrontement de Habersbirk (tchèque : Habartov) a été, le 13 septembre 1938, le premier affrontement armé entre la gendarmerie tchécoslovaque et les Allemands des Sudètes. Elle est parfois marquée comme la première bataille de la Seconde Guerre mondiale.

## Contexte
En 1938, Habersbirk était habité par 3135 personnes, dont 207 étaient tchèques. La population était majoritairement sudète allemande. La gendarmerie locale était composée de quatre hommes : le chef (praporčík) Jan Koukol et les sergents Jan Pardus, Antonín Křepela et Matěj Příbek. Au cours de l'année, le commissariat de gendarmerie a reçu plusieurs messages anonymes menaçants, visant principalement Pardus. Les ordonnateurs (en) ont entrepris de garder les carrefours dans la région.

## Affrontement
Les premiers incidents se sont produits dans la matinée du 13 septembre. Le sergent Pardus a été intercepté par une foule d'allemands des Sudètes alors qu'il se rendait pour acheter des cigarettes, mais n'a rencontré que des jurons. Une bannière à croix gammée a été accrochée au clocher de l'église, que Pardus et Koukol ont entrepris de retirer. L'affrontement avec la foule s'est tendu à l'église, mais les deux gendarmes ont dû regagner la gare, où la foule s'est partiellement dispersée.
Une autre partie de la foule allemande s'est enfoncée dans le bâtiment et a traîné la femme de Pardus, Růžena Pardusová. Ils l'ont ramenée de force dans son appartement et l'y ont emprisonnée, exigeant la capitulation des gendarmes. Cela a entraîné une fusillade entre les gendarmes et les allemands, qui ont pris d'assaut le bâtiment mais ont été chassés par les gendarmes. Jan Koukol et le chef des insurgés, Otto Plass, ont été tués dans l'action, le sergent Příbek a été blessé.
La foule a amené Růžena Pardusová devant la gare, après l'avoir lynchée auparavant. Les gendarmes ont reçu un ultimatum de se retirer, de peur qu'elle ne soit abattue. Les gendarmes ont alors commencé à sortir du poste sans armes, Příbek d'abord, puis Křepela et Pardus. Pardus a été immédiatement abattu et lynché par la foule, qui lui a percé les oreilles avec des trous en forme de croix gammée.
Vers 14 h 0, onze autres gendarmes sont arrivés dans la ville en bus et ont affronté immédiatement les allemands. Les gendarmes Roubal et Černý ont été tués lors de l'engagement. Les allemands ont été contraints de fuir. Plus tard, le cadavre de Křepela a été retrouvé avec des signes de torture.